# Helicacma
Helicacma é um gênero de traça pertencente à família Cosmopterigidae.